# زبان بانیوماسان
زبان بانیوماسان (Basa Banyumasan) زبانی است که در جزیره جاوا رایج است. این زبان گویشی از زبان جاوه‌ای می‌باشد. زبان بانیوماسان همچنین در جاوه مرکزی، بانتن، تگال، پمالنگ، بربس، سیلاکپ،کبومن، جاوه غربی و پور وکرتو متداول است.